# Weng Hao
Weng Hao (en chino: 翁浩; 1 de enero de 1998) es un deportista chino que compite en gimnasia artística. Ganó una medalla de plata en el Campeonato Mundial de Gimnasia Artística de 2021, en la prueba de caballo con arcos.

## Palmarés internacional
| Campeonato Mundial | Campeonato Mundial | Campeonato Mundial | Campeonato Mundial |
| Año                | Lugar              | Medalla            | Prueba             |
| ------------------ | ------------------ | ------------------ | ------------------ |
| 2021               | Kitakyushu (Japón) | Medalla de plata   | Caballo con arcos  |